# David Le Lay
Pour les articles homonymes, voir Le Lay.

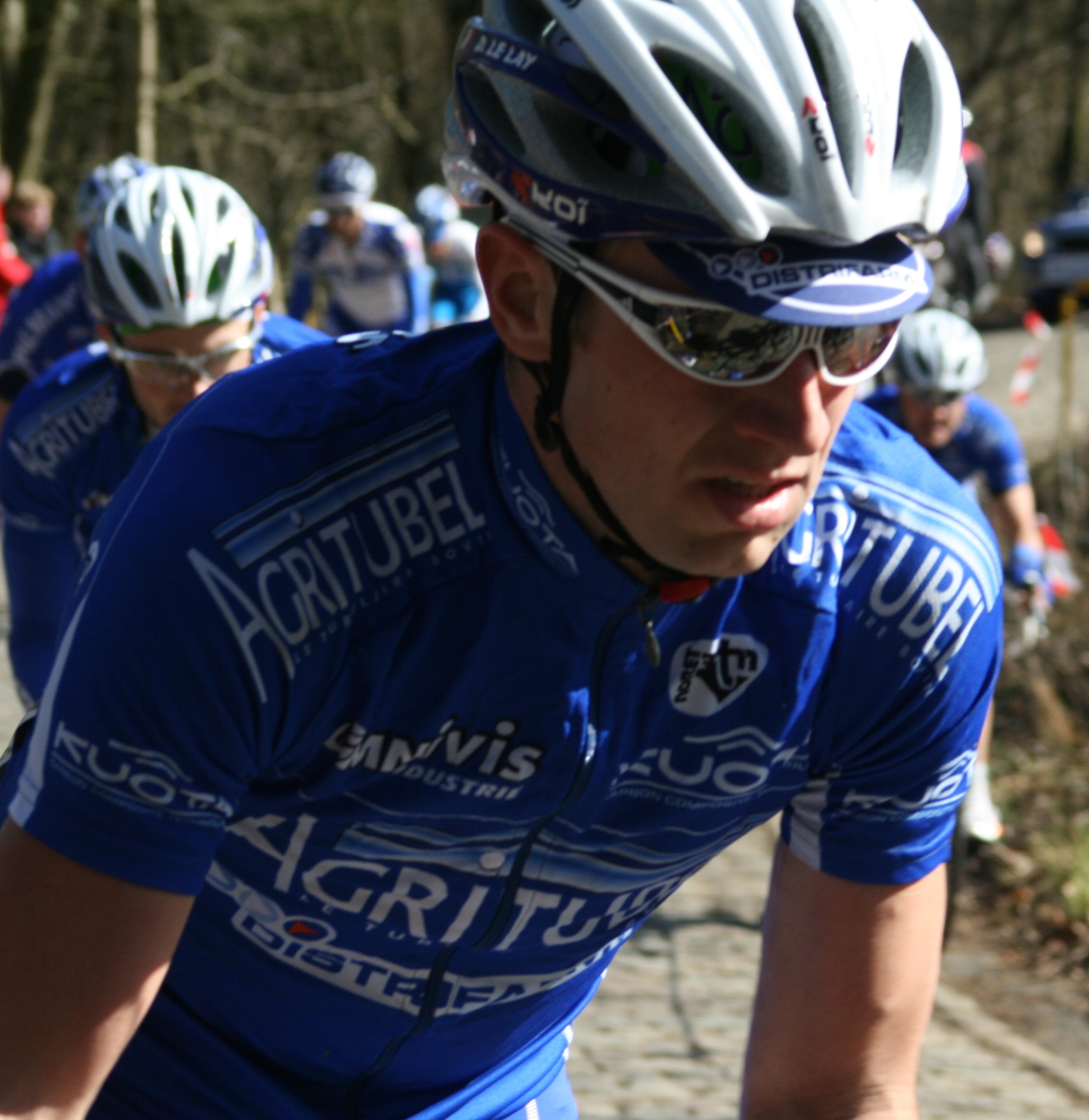
David Le Lay, au mont Kemmel, lors des Trois Jours de Flandre-Occidentale 2009.

David Le Lay est un coureur cycliste français né le 30 décembre 1979 à Saint-Brieuc, professionnel entre 2005 et 2013.

## Biographie
David Le Lay commence sa carrière professionnelle en 2005 dans l'équipe Bretagne-Jean Floch, qui deviendra Bretagne Armor Lux. Il se révèle en remportant deux épreuves de la coupe de France en 2008. À la suite de ces bons résultats, la formation Bretagne Armor Lux le prête à Agritubel pour une durée de six mois à compter du 30 juin afin qu'il participe au Tour de France. Lors de la deuxième étape de ce Tour, il s'échappe en compagnie de son nouveau leader Christophe Moreau près de Mûr-de-Bretagne (Côtes-d'Armor). Ils rejoignent ainsi Thomas Voeckler et Sylvain Chavanel partis également en échappée en début d'étape pour former un groupe de tête rattrapé par le peloton à deux kilomètres de l'arrivée à Saint-Brieuc, sa ville natale.

Alors que son équipe Agritubel devrait s'arrêter à la fin de la saison 2009, David Le Lay anticipe la décision finale et décide de rejoindre l'équipe AG2R La Mondiale pour la saison 2010.
Le Lay évolue dans l'équipe AG2R La Mondiale durant deux ans avant de rejoindre Saur-Sojasun en 2012. En février 2013, Le Lay chute et se fracture une clavicule et plusieurs côtes lors du Tour méditerranéen.
Alors que l'équipe continentale professionnelle Sojasun cesse son activité en 2013, Le Lay ne retrouve pas d'équipe pour 2014 et décide d'arrêter sa carrière professionnelle. Il fait le choix de retourner chez les amateurs et signe une licence en faveur de l'équipe BIC 2000 comme Maxime Le Montagner.
Le 10 juillet 2014, il annonce la fin de sa carrière et sa reconversion, à partir du 1er septembre, en tant que cadre technique au sein du comité départemental des Côtes d'Armor.  Fin septembre 2014, il termine sa carrière en devenant champion de Bretagne du contre-la-montre.
Il rejoint le VCP Loudéac, club de DN1 et nouvelle réserve de l'équipe continentale professionnelle Vital Concept, en tant que directeur sportif à partir de la saison 2018. Il n'y effectuera qu'une saison, retrouvant son poste de conseiller technique départemental aux Côtes d'Armor. au terme de celle-ci.

## Palmarès
- 2000
  - 2e du Kreiz Breizh
  - 3e du Grand Prix de Névez
- 2001
  - 1re étape du Tour du Loir-et-Cher
  - Boucles de la Loire
  - 2e du championnat de France du contre-la-montre par équipes
  - 3e du Chrono des Nations espoirs
- 2002
  -  Champion de France du contre-la-montre par équipes
  - Circuit d’Armorique
- 2003
  - 3e des Boucles de la Mayenne
- 2004
  - Circuit d’Armorique
  - Trois Jours de Cherbourg :
    - Classement général
    - 3e étape (contre-la-montre)

  - Trio normand (avec Camille Bouquet et Romain Fondard)
  - 2e de Manche-Océan
  - 2e de la Mi-août bretonne
- 2005
  - Circuit de la Nive
  - 5e étape de l'Essor breton
  - Boucles de l'Austreberthe
  - 2e du Tour de la Somme
  - 2e du Trio normand
- 2006
  - Boucles de la Soule
  - Circuit du Morbihan
  - 1re étape du Tour de Bretagne
  - 2e étape des Boucles de la Mayenne
  - Trio normand (avec Noan Lelarge et Stéphane Pétilleau)
  - 2e du Tour de Bretagne 
  - 3e de la Ronde du Pays basque
- 2007
  - Circuit de la Nive
  - 2e de Manche-Atlantique 
  - 2e des Boucles de la Soule
  - 3e du Tour de Bretagne
  - 3e du Grand Prix de Plumelec-Morbihan
  - 3e du Tour du Labourd
- 2008
  - Tour du Finistère
  - Trophée des grimpeurs
  - Manche-Atlantique
  - Route bretonne
- 2009
  - Classement général des Trois jours de Vaucluse
  - Circuit de la Sarthe :
    - Classement général
    - 2e étape

  - 2e des Quatre Jours de Dunkerque
  - 2e de la Route Adélie
  - 3e du championnat de France du contre-la-montre
  - 3e de la Classic Loire-Atlantique
  - 3e du Tour de Bavière
  - 3e du Tour du Poitou-Charentes
- 2014
  -  Champion de Bretagne du contre-la-montre
  - Classement général du Trophée Noret

## Résultats sur les grands tours

### Tour de France
3 participations
- 2008 : 81e
- 2009 : abandon (8e étape)
- 2010 : abandon (3e étape)

### Tour d'Espagne
1 participation
- 2011 : 51e

### Classements mondiaux
| Année           | 2005 | 2006 | 2007 | 2008 | 2009 | 2010 | 2011 | 2012 | 2013 | 2014 |
| --------------- | ---- | ---- | ---- | ---- | ---- | ---- | ---- | ---- | ---- | ---- |
| UCI Europe Tour | 462e | 150e | 169e | 58e  | 6e   |      |      | 651e | 561e | 941e |